# 埃利季坎
埃利季坎（羅馬化：Elʹdikan）是俄罗斯萨哈共和国的市级镇，属乌斯季马亚区，位于阿尔丹河畔，在区行政中心乌斯季马亚东北方向、共和国首府雅库茨克东南方向。
该地2021年人口有1,006人；2010年人口1,515；2002年人口2,119；1989年人口2,963。